# 岩國哲人
岩國 哲人（いわくに てつんど、1936年（昭和11年）7月11日 - 2023年（令和5年）10月6日）は、日本の政治家。
衆議院議員（4期）、島根県出雲市長（2期）、民主党副代表、同国際局長、衆議院懲罰委員長、自由民主党政務調査会顧問などを歴任。

## 来歴・人物

### 生い立ちと学生時代
大阪府大阪市生まれ。大阪市立曽根崎小学校（後の大阪市立大阪北小学校。現在廃校）1年生の時に父が他界し、母の故郷である島根県簸川郡西浜村（後の湖陵町、現出雲市）に転居。小学校、中学校の頃は野球部に入っていた。長男の岩國は母を助けて、高校3年の春まで畑仕事を手伝った。島根県立出雲高等学校を経て1959年、東京大学法学部卒業。大学時代は政治学を学んだ。

### 金融界へ
1959年、日興證券入社。ニューヨーク支店、ロンドン支店などを経て、1973年から1977年までパリ支店長。パリ支店長時代はベイルート駐在員事務所長を兼務し、中近東およびアフリカを統括していた。1977年、同社を退社。同年、アメリカ合衆国の投資銀行モルガン・スタンレー社の日本法人に勤務。
1984年、メリルリンチ社日本法人の社長・会長。1987年、メリル・リンチ･キャピタルマーケットアメリカ本社上席副社長に就任。

### 政界入り
1989年、出雲市長選挙に出馬し初当選した。市長在任中、「行政は最大のサービス産業」、「小さな役所、大きなサービス」という持論をもとに、ショッピングセンター内の行政の土・日サービスコーナーや、樹医制度の創設、総合福祉カードの導入、日本最大の木造ドーム「出雲ドーム」の建設など次々と新施策を実現し注目される。出雲市はわずか2年で、トヨタ自動車、ソニーなどと並び、日本で最も優れた企業として、JMA（日本能率協会）マーケティング最優秀賞を受賞。また、豊かな国際経験に独自の視点が評価を受け、国の経済審議会および、行政改革推進審議会専門委員、米国・バージニア大学経営大学院客員教授などを歴任。1993年再選。
1995年2月、同年4月執行予定の東京都知事選挙への立候補を表明し、出雲市長を退任。1995年東京都知事選挙に無所属で出馬するが、青島幸男・石原信雄に次ぐ3位で落選。その後、山梨大学学長選挙に出るも落選（当選は伊東壮）。
1996年、第41回衆議院議員総選挙に新進党公認で東京6区から出馬し、初当選した。国会議員の傍ら、日本海新聞およびその姉妹紙である大阪日日新聞に、毎週月曜日、コラム「一月三舟」を13年にわたり連載した。月刊の経済誌『実業界』でも、1996年10月から2009年12月まで論説を執筆した。新進党解党前に羽田孜に従って離党し、太陽党結党に参加。民政党を経て、民主党に入党した。
1998年の第18回参議院議員通常選挙では、東京都選挙区から民主党公認の新人小川敏夫ではなく、公明代表の現職浜四津敏子を支援。翌1999年、民主党を離党し衆議院議員を辞職した鳩山邦夫の後任の民主党東京都連会長に就任し、1999年東京都知事選挙に出馬した鳩山の選挙対策本部長を務めるが、鳩山は石原慎太郎に敗れ次点で落選した（選対事務総長は吉田公一）。1999年7月、衆院本会議で国旗及び国歌に関する法律に反対票を投じた。同年9月、中国南開大学客員教授に就任。2000年6月の第42回衆議院議員総選挙では比例東京ブロック単独で出馬し、再選（東京6区からは石井紘基が出馬し、当選）。同年9月、民主党東京都連会長選挙に再選を目指して立候補したが、海江田万里に敗れ、退任。党副代表に就任した。
2003年の第43回衆議院議員総選挙では、神奈川8区に国替えして出馬し、無所属の江田憲司（橋本龍太郎首相秘書官）、自由民主党の吉田たかよしらを破り、当選。2005年の第44回衆議院議員総選挙では江田に敗れたが、重複立候補していた比例南関東ブロックで復活し、4選した。2006年、民主党国際局長に就任。
2009年の第45回衆議院議員総選挙には再度神奈川8区からの出馬を予定していたが、8区では公認が得られず、佐藤謙一郎の引退により、空白区になっていた神奈川1区への国替えを党執行部から求められる。当初は神奈川1区で公認を受けたが、2009年1月に公認を返上し、次期総選挙への不出馬を表明した（神奈川1区からは中林美恵子が出馬し、当選）。7月の衆議院解散により政界を引退した。

### 政界引退後
2009年5月に韓国東西大学経営学部の「碩座教授」に就任。同年10月、日本の住友化学と世界最大のサウジ石油会社サウジアラムコ社が共同で出資した「ペトロ・ラービグ」社が、整備・建設を進めてきた総費用1兆円の石油化学プラントの完成記念式典に、内閣総理大臣・鳩山由紀夫の特使として派遣された。この式典はサウジアラビアの最高権力者である国王アブドゥッラー・ビン・アブドゥルアズィーズの出席も予定されており、日本政府として原発メーカーを売り込む機会など、温室効果ガス排出量大幅削減を国際的に表明していた鳩山内閣にとっても重要であった。しかし、国際的には無名でサウジアラビアに人脈もなく、政府の要職に就いているわけでもない岩國が政府特使として派遣されたため、サウジアラビア政府は外交プロトコル上、不相応であるとして国王の出席をキャンセルした。なお、経済産業省は当初、アラブ地域に人脈を持ち、かつて丸善石油（現コスモ石油）に勤務していた元首相・福田康夫の派遣を政府に対して強く求めていた。
2010年、自由民主党政務調査会顧問に就任。政敵である民主党の重役を務めた人物を起用するという異例の人事で、自民党政務調査会長の石破茂に請われての就任である。
2013年11月、秋の叙勲で旭日重光章を受章した。
晩年は親族がいるアメリカ合衆国シカゴに移住し、2022年12月から現地の病院に入院していた。
2023年10月6日、入院先のシカゴの病院で死去した。87歳没。

## 政策
- 選択的夫婦別姓制度導入に賛成[10]。

## 所属していた団体・議員連盟
- 憲法調査推進議員連盟
- 梅振興議員連盟
- 朝鮮半島問題研究会（会長）
- 日朝国交正常化推進議員連盟 （副会長）
- 民主分権の会
- リベラルの会
- 民主党娯楽産業健全育成研究会
- スポーツ議員連盟
- 高速道路建設推進議員連盟
- 国際連帯税創設を求める議員連盟
- 活字文化議員連盟
- 林業振興議員連盟
- 日本アイスランド友好議員連盟
- 日中友好議員連盟
- 日韓議員連盟
- 日英議員連盟
- 日仏友好議員連盟
- 日本・アフリカ連合友好議員連盟
- 在日韓国人をはじめとする永住外国人住民の法的地位向上を推進する議員連盟
- 恒久平和のために真相究明法の成立を目指す議員連盟
- 民主党新時代娯楽産業健全育成プロジェクトチーム（顧問）
- 教育振興議員連盟
- 日本国際フォーラム（参与）

## 出演番組
- 毎週日曜朝の30分番組「岩國哲人の凛として日本〜甘口・辛口・へらず口〜」（2001年 - 2003年、アール・エフ・ラジオ日本）でパーソナリティーを3年間にわたり務めた。

## 著書
- 『出雲からの挑戦』日本放送出版協会、1991年10月20日。NDLJP:12739742。(要登録)
- 『出雲発日本改革論 : 政治を変える、地方が変わる』日本放送出版協会、1993年1月30日。NDLJP:12756705。(要登録)
- 『次代を創る : あなたにも日本が変えられる』学習研究社、1993年4月20日。NDLJP:12729425。(要登録)
- 『出雲発日本の選択』日本放送出版協会、1994年12月30日。NDLJP:12761074。(要登録)

## その他
- 日中国会議員書画展へ書画を提供している[11]。
- 幼少期の体験談を綴ったエッセイ「おばあさんの新聞」が、日本新聞協会の新聞配達エッセーコンテストで平成26年度最優秀作品に選ばれ、松本春野によって絵本化され（タイトルは『おばあさんのしんぶん』）、けんぶち絵本の里大賞アルパカ賞を受賞した。